# Kamëz
Kamëz là một đô thị trong quận Tirana thuộc hạt Tirana, Albania. Dân số năm 2005 là 44553 người.